# 李奎遠 (朝鮮時代の官僚)
李 奎遠（イ・キュウォン、り・けいえん、1833年3月 - 1901年11月）は、朝鮮の官僚。
朝鮮八道時代の江原道に生まれた。19歳で武科に合格して公職に就き、1881年に鬱陵島検察使に任命された。日本人が鬱陵島で木材を伐採しているという情報が朝廷に報告されると、朝廷は検察使である李を島に派遣した。1882年5月ごろに島に赴き、島の地形や土地の肥え具合、島民が暮らす場所を始め、島で産出される海産物を記録した。朝鮮に帰国後、島の様子を朝廷に報告すると、朝廷は日本に抗議の書簡を送り鬱陵島の再開拓事業を開始した。その後、兵曹参判、咸鏡南道兵馬節度使、済州牧使などの職を歴任している。